# Červenec 2016

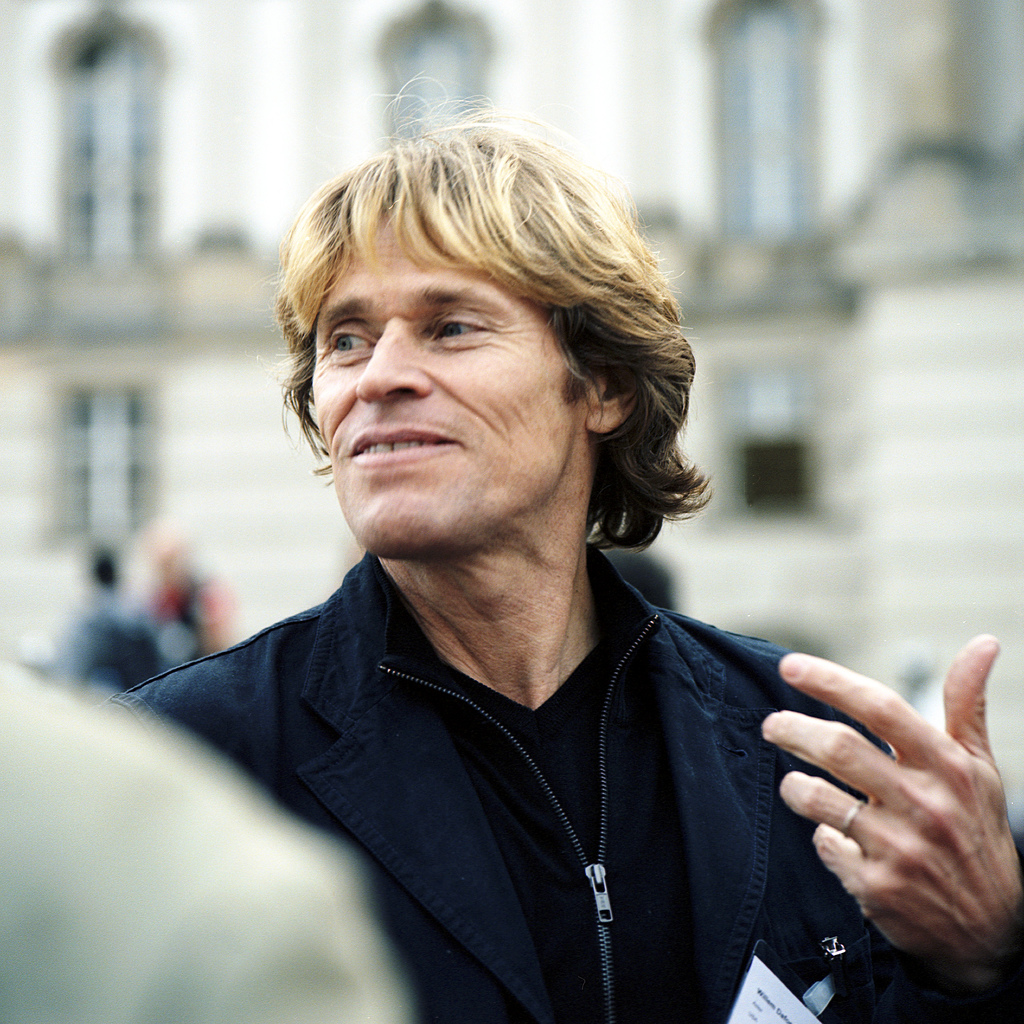
Willem Dafoe

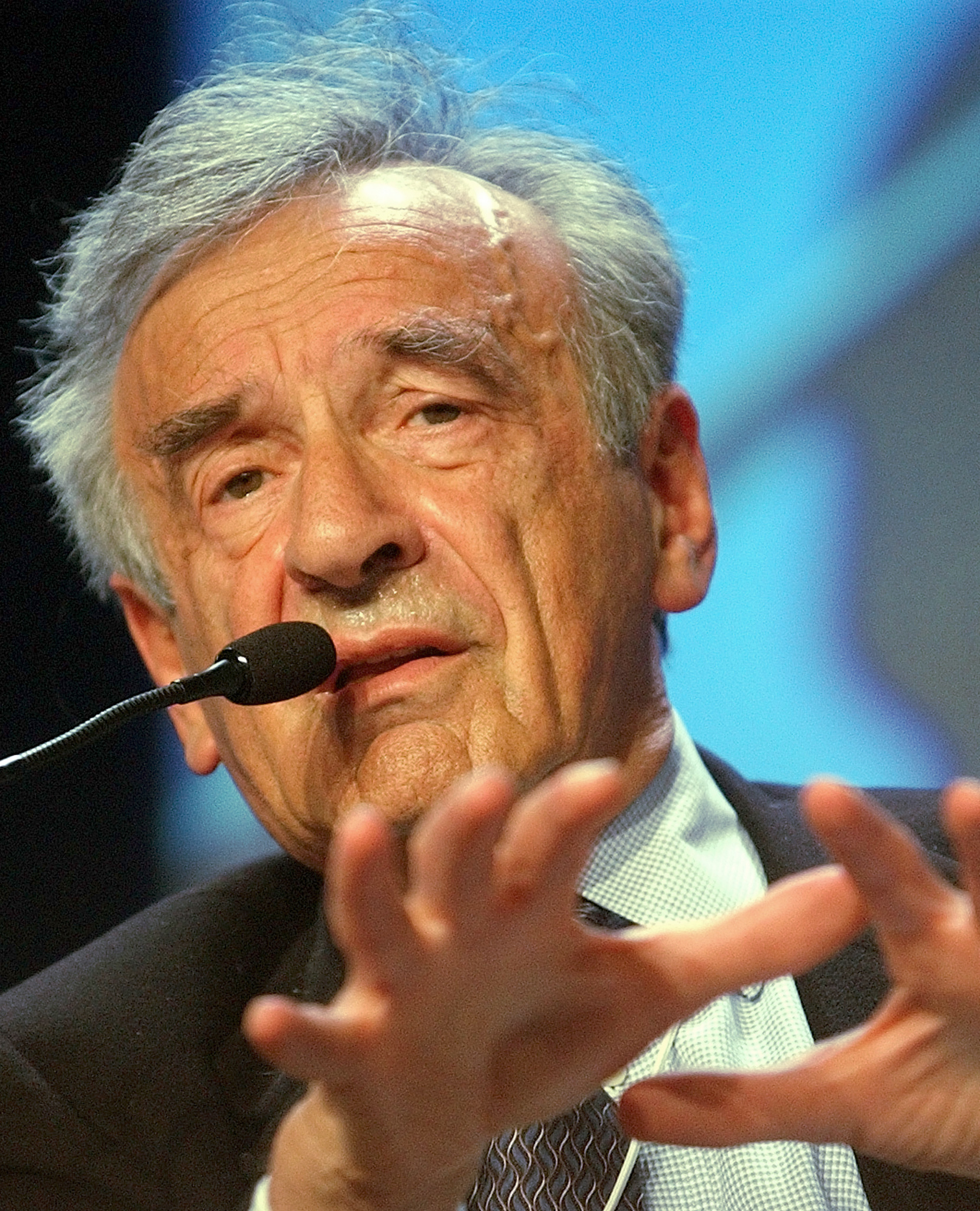
Elie Wiesel

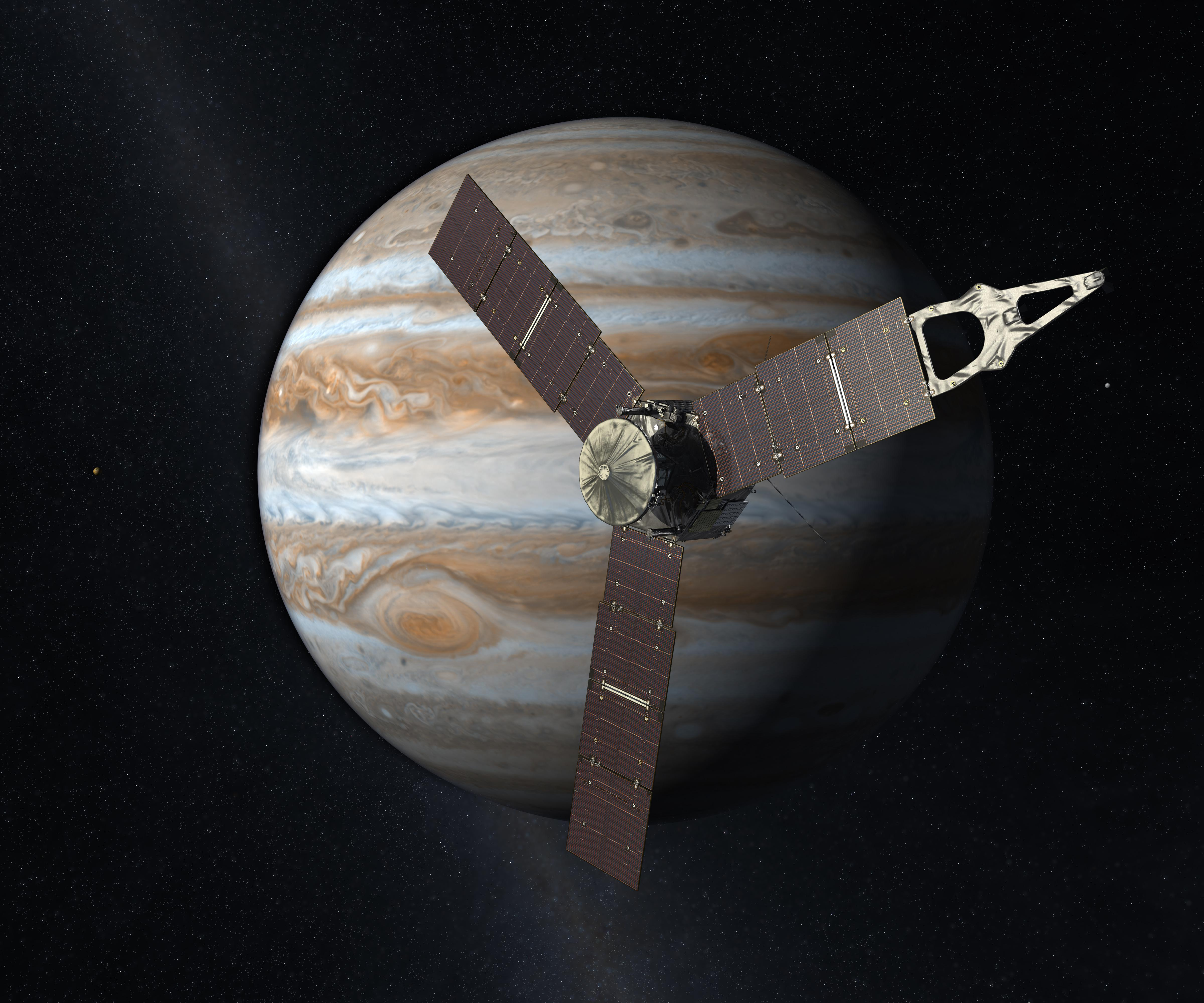
Sonda Juno

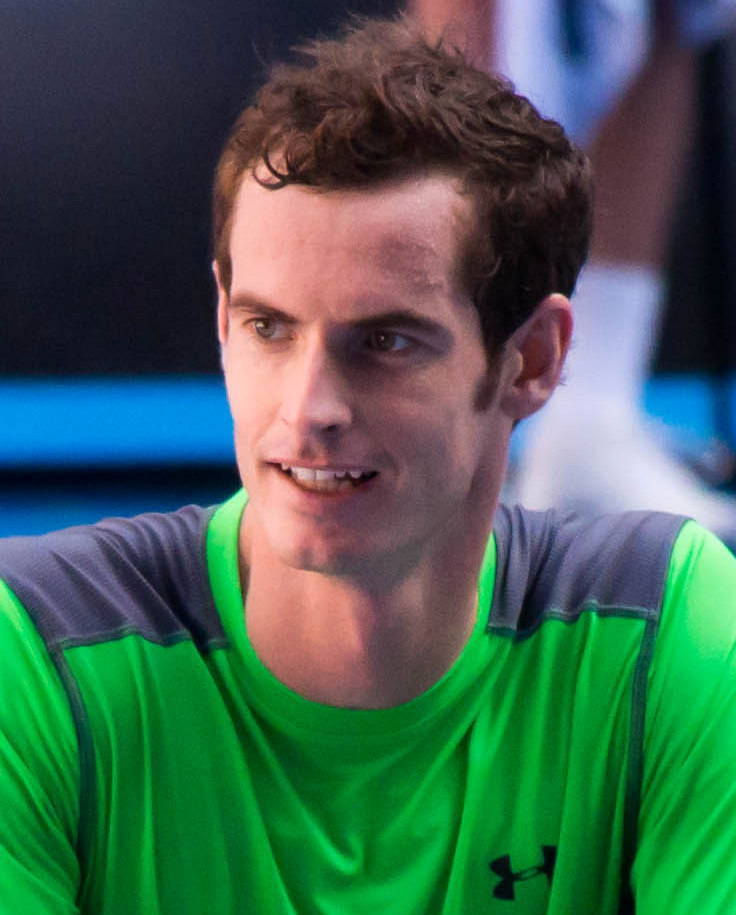
Andy Murray

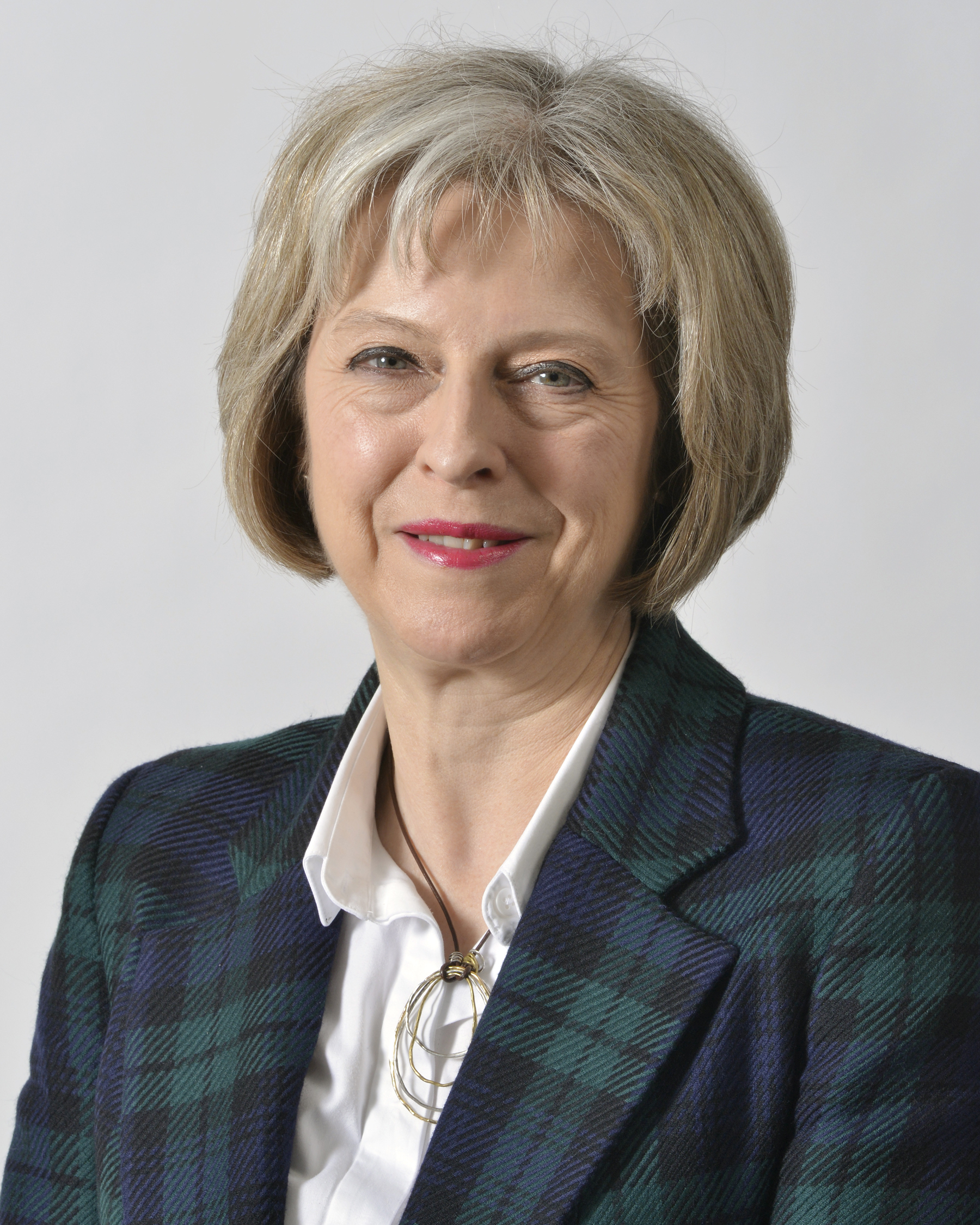
Theresa Mayová

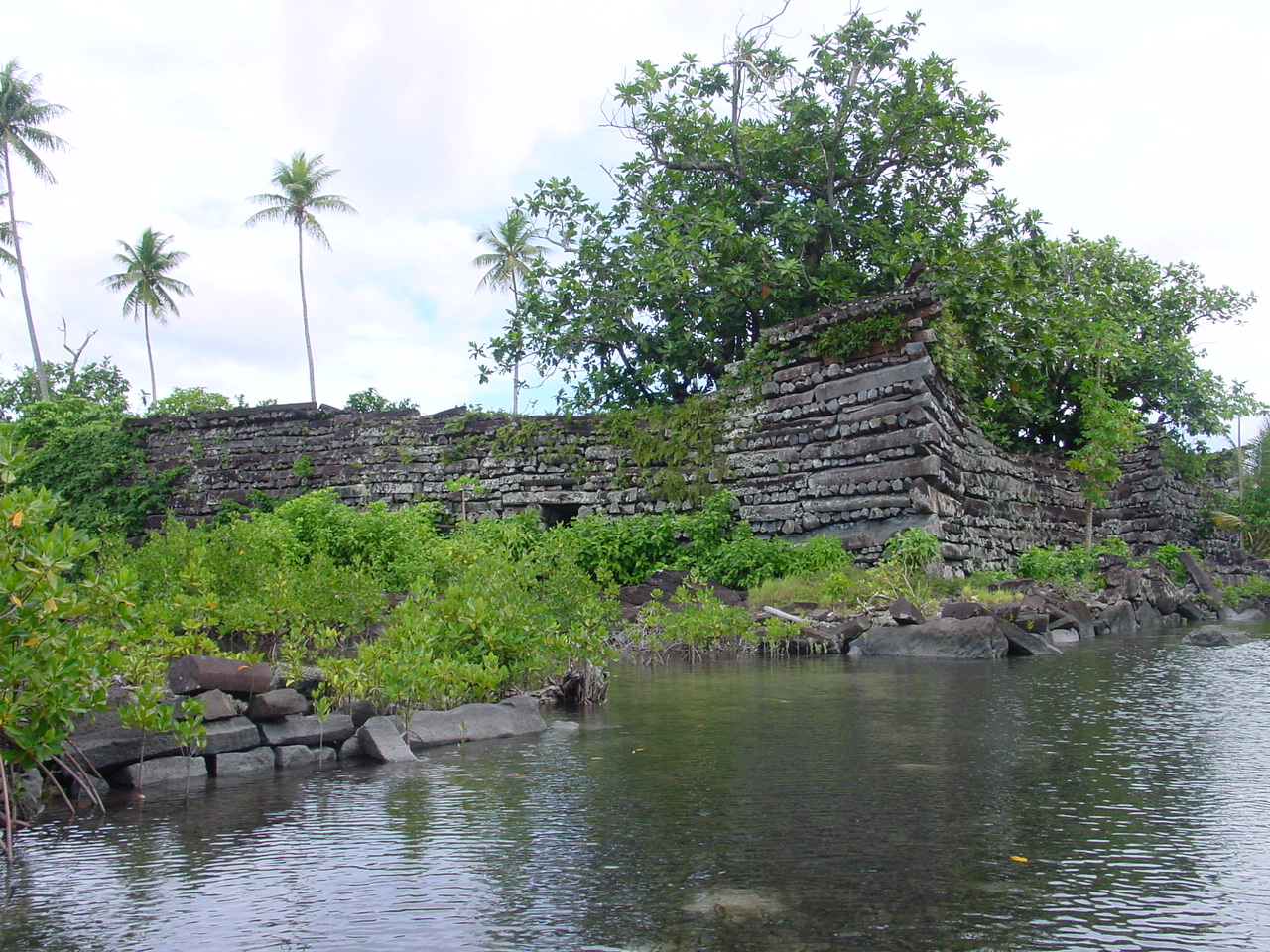
Nan Madol

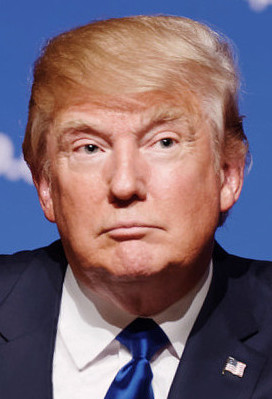
Donald Trump

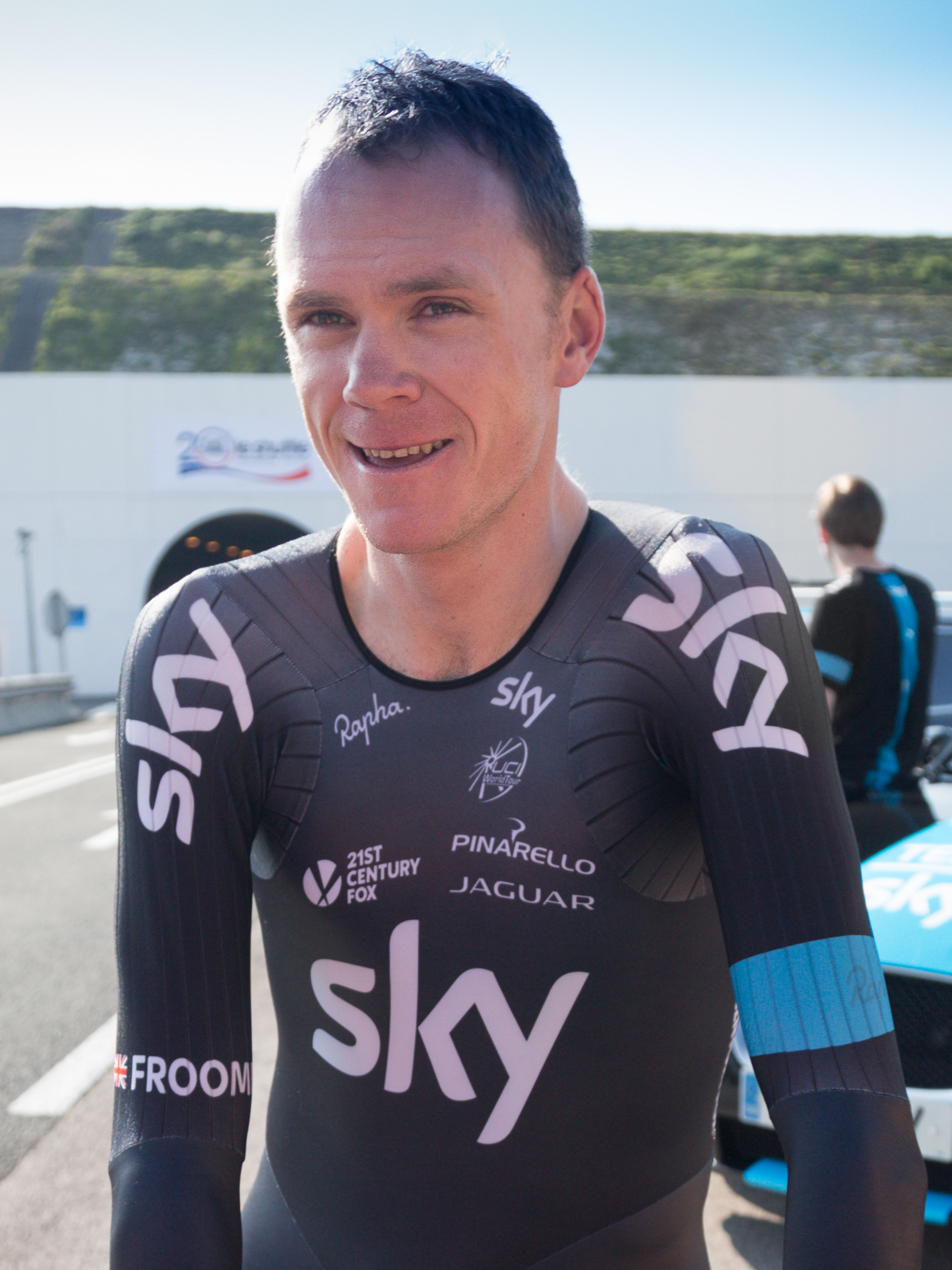
Chris Froome

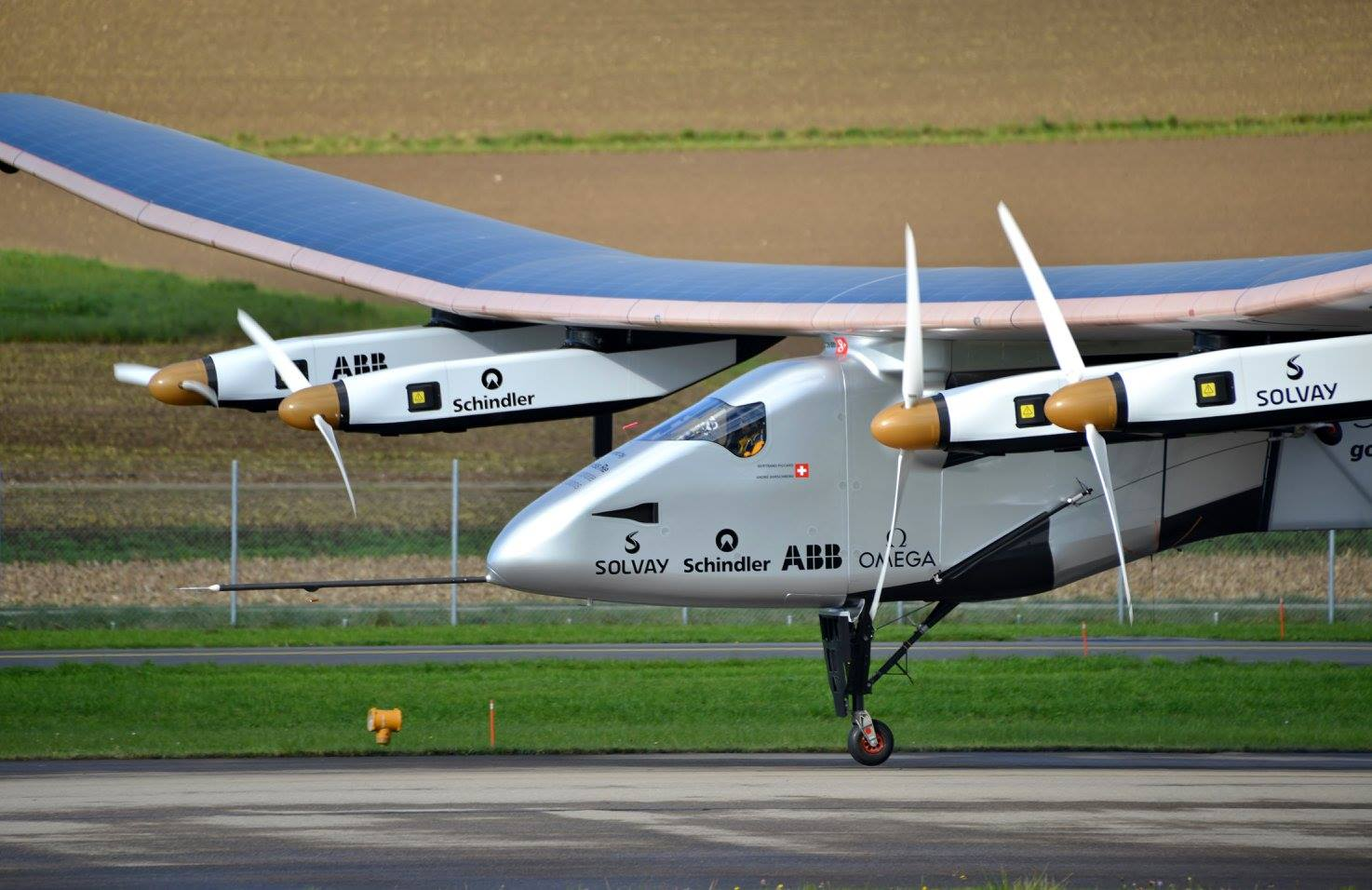
Solar Impulse SI2

1. července – pátek
 Byl slavnostně zahájen Mezinárodní filmový festival Karlovy Vary 2016. Willem Dafoe (na obrázku), hlavní hvězda 51. ročníku festivalu, na zahajovací ceremonii obdržel Křišťálový glóbus za mimořádný umělecký přínos světové kinematografii.
 Slovensko převzalo předsednictví v Radě Evropské unie.
 Rakouský ústavní soud zrušil výsledek druhého kola prezidentských voleb, které se tak budou opakovat.
2. července – sobota
 Ve věku 87 let zemřel židovský spisovatel a nositel Nobelovy ceny za mír Elie Wiesel (na obrázku).
4. července – pondělí
 Francouzský herec Jean Reno obdržel na ceremoniálu v rámci Mezinárodního filmového festivalu Karlovy Vary 2016 před 23. hodinou Cenu prezidenta MFF KV za mimořádný umělecký přínos světové kinematografii.
5. července – úterý
 Sonda Juno (na obrázku) vstoupila na oběžnou dráhu kolem Jupiteru.
6. července – středa
 Nejméně 250 lidí bylo zabito při sebevražedném útoku Islámského státu v iráckém hlavním městě Bagdádu. Jde o nejsmrtonosnější útok od americké invaze v roce 2003.
 Válka v Afghánistánu: Americký prezident Barack Obama oznámil prodloužení nasazení 8 400 amerických vojáků v rámci mise Resolute Support v Afghánistánu.
 Paralympijský běžec Oscar Pistorius byl odsouzen k šesti letům odnětí svobody za vraždu své přítelkyně Reevy Steenkampové.
7. července – čtvrtek
 Český výrobce antivirových programů AVAST Software oznámil záměr koupit za 32 miliard korun konkurenční společnost AVG Technologies.
8. července – pátek
 Pět amerických policistů bylo zastřeleno během demonstrace hnutí Black Lives Matter v texaské metropoli Dallasu. Střelec byl policií zabit o několik hodin později.
9. července – sobota
 Křišťálový glóbus na Mezinárodním filmovém festivalu v Karlových Varech získal maďarský snímek Rodinné štěstí, jeho režisér a herec Szabolcs Hajdu byl oceněn i jako nejlepší herec. Zvláštní cenu poroty získal film Zoologie režiséra Ivana Tverdovského.
10. července – neděle
 Ve finále Mistrovství Evropy ve fotbale 2016 porazilo Portugalsko hostitelskou Francii v prodloužení 1:0.
 Wimbledon 2016: Britský tenista Andy Murray (na obrázku) podruhé zvítězil ve finále mužské dvouhry. Ve finále ženské dvouhry zvítězila po sedmé Američanka Serena Williamsová.
12. července – úterý
 Francouzský civilní soud uznal Francii spoluzodpovědnou z vraždy desátníka Abela Chennoufa, spáchané Mohammedem Merahem v roce 2012. Podobnou žalobu podala také část oběti teroristických útoků v Paříži z roku 2015.
 Ve věku 57 zemřel Goran Hadžić, bývalý prezident samozvané Republiky Srbská Krajina.
 Nejméně 23 lidí bylo zabito při srážce vlaků u italského města Bari.
13. července – středa
 Theresa Mayová (na obrázku) z Konzervativní strany byla jmenovaná novou Premiérkou Spojeného království.
 Japonský císař Akihito oznámil záměr v následujících letech abdikovat, z důvodu vysokého věku.
14. července – čtvrtek
 Nejméně 84 lidí bylo zabito při teroristickém útoku na Promenade des Anglais ve francouzském Nice během oslav Dne pádu Bastily.
 Zemřel maďarský spisovatel Péter Esterházy.
14. července – čtvrtek
 Nejméně 84 lidí bylo zabito při teroristickém útoku na Promenade des Anglais ve francouzském Nice během oslav Dne pádu Bastily.
 Zemřel maďarský spisovatel Péter Esterházy.
17. července – neděle
 Na seznam světového kulturního dědictví UNESCO bylo zapsáno 17 staveb architekta Le Corbusiera v sedmi zemích světa. Mikronéská lokalita Nan Madol (na obrázku) byla zařazena na seznam světového dědictví v ohrožení.
 Skupina ozbrojenců zajala rukojmí na policejní stanici v arménském hlavním městě Jerevan. Požaduje propuštění veterána války o Náhorní Karabach a opozičního politika, Žirajra Sefiljana.
 Nejméně 3 policisté byli zabiti při útoku veterána námořní pěchoty v louisianském hlavním městě Baton Rouge.
 Společnost Malaysia Airlines rozhodla o vyplacení odškodného obětem sestřeleného letu Malaysia Airlines 17.
18. července – pondělí
 Čtyři lidé byli zraněni při útoku sympatizanta samozvaného Islámského státu v nočním vlaku poblíž německého města Würzburgu.
 Dolní sněmovna Spojeného království schválila obnovu jaderných ponorek nesoucích rakety Trident.
19. července – úterý
 Válka proti Islámskému státu: Nejméně 56 civilistů bylo zabito při náletech amerického letectva poblíž města Manbidž ovládaného bojovníky Islámského státu.
 Africká unie schválila vyslání mírové mise do Jižního Súdánu.
20. července – středa
 Donald Trump (na obrázku) se stal nominovaným kandidátem Republikánské strany pro prezidentské volby v roce 2016.
 Policie České republiky zastřelila v Ostravě dlužníka, který postřelil soudního exekutora, policistu a jednu další ženu.
 Američan Kevin Dahlgren byl brněnským krajským soudem nepravomocně odsouzen za čtyřnásobnou vraždu v Brně-Ivanovicích na doživotí.
 Nejméně 40 lidí bylo zraněno při demonstraci na podporu ozbrojenců držících rukojmí na policejní stanici v arménském hlavním městě Jerevan. Ozbrojenci požadují odstoupení prezidenta Serže Sarkisjana.
21. července – čtvrtek
  Mezinárodní sportovní arbitráž (CAS) podpořila rozhodnutí o zákazu účasti ruských atletů na letních olympských hrách v Riu.
 V obchodním centru na Smíchově v Praze zavraždila psychiatricky léčená žena náhodnou oběť.
22. července – pátek
 V obchodním domě v bavorském Mnichově došlo ke střelbě. Deset lidí včetně útočníka přišlo o život.
 Polský Sejm označil masakry polského obyvatelstva na Volyni v letech 1943 až 1944 za genocidu.
 Letoun Antonov An-32 indické armády s 29 lidmi na palubě zmizel z radarů při letu z Čennaí na souostroví Andamany a Nikobary.
 Český občan (61) najel s hořícím autem do policejní stanice v australském Sydney. Policie vyloučila terorismus, zraněn byl pouze útočník. Motivem sebevražedného útoku byly spory v rodině.
23. července – sobota
 Nejméně 80 lidí bylo zabito pří útoku Islámského státu na demonstraci příslušníků ší'itské menšiny Hazárů v afghánském hlavním městě Kábulu.
 V Nitře byl zahájen 101. Světový kongres esperanta.
24. července – neděle
 Britský cyklista Chris Froome (na obrázku) se po třetí stal celkovým vítězem závodu Tour de France.
 Dvanáct lidí bylo zraněno při sebevražedném bombovém útoku v bavorském Ansbachu.
 V centru bádensko-württemberského Reutlingenu zabil nožem syrský žadatel o azyl s kriminální minulostí jednu ženu a další dva lidi zranil.
26. července – úterý
 Dva útočníci podporující Islámský stát zabili kněze Jacquese Hamela a těžce zranili další rukojmí při přepadení kostela Saint-Étienne-du-Rouvray v severní Francii.
 Solární letoun Solar Impulse 2 (na obrázku) přistál v Abú Zabí, čímž dokončil oblet planety Země.
 19 lidí bylo ubodáno v ústavu pro osoby se zdravotním postižením v japonském městě Sagamihara. Dalších 25 lidí bylo zraněno z toho 20 vážně.
30. července – sobota
 Americký skydivider Luke Aikins provedl úspěšný seskok z výšky 7 626 metrů bez použití padáku.
31. července – neděle
 Mší pro 2,5 milionu lidí, kterou celebroval papež František, skončily Světové dny mládeže v polském Krakově.